# Сяо-ван
Сяо-ван (кит. трад.: 孝王; піньїнь: Xiao) — 8-й ван давньокитайської держави Чжоу, син Му-вана, брат Ґун-вана.

## Правління
Період його правління погано задокументований. Джерела вказують на те, що Сяо узурпував владу, втім однозначності в цьому питанні немає. Історичні записи кажуть, що син Ї I був відновлений на троні «багатьма володарями».